# 허산구 (허비시)
허산구(한국어: 학산구, 중국어: 鹤山区, 병음: Hèshān Qū)는 중화인민공화국 허난성 허비 시의 현급 행정구역이다. 넓이는 159km2이고, 인구는 2007년 기준으로 130,000명이다.

## 행정 구역
5개 가도, 2개 향을 관할한다.
- 가도: 中山北路街道, 中山路街道, 新华街街道, 鹤山街街道, 九矿广场街道.
- 향: 鹤壁集乡, 姬家山乡.